# Cheja Range
Cheja Range är ett berg i Kanada.   Det ligger i provinsen British Columbia, i den västra delen av landet, 4 000 km väster om huvudstaden Ottawa. Toppen på Cheja Range är 2 342 meter över havet, eller 26 meter över den omgivande terrängen. Bredden vid basen är 0,17 km.
Terrängen runt Cheja Range är kuperad österut, men västerut är den bergig. Trakten runt Cheja Range är nära nog obefolkad, med mindre än två invånare per kvadratkilometer.. Det finns inga samhällen i närheten.
Trakten runt Cheja Range är permanent täckt av is och snö.